# Чемпионат Европы по трековому велоспорту 2013
4-й Чемпионат Европы по трековому велоспорту проходил с 18 по 20 октября 2013 года на арене Omnisport Apeldoorn в голландском городе Апельдорн под эгидой UEC.
Были разыграны по 10 комплектов медалей в олимпийских дисциплинах у мужчин и женщин. А также медали в мэдисоне у мужчин и в гонке по очкам у мужчин и женщин. В соревнованиях приняли участие 242 спортсмена из 24 стран.

## Участники
- Австрия (3)
- Беларусь (13)
- Бельгия (12)
- Болгария (4)
- Чехия (13)
- Дания (6)
- Эстония (1)
- Финляндия (4)
- Франция (17)
- Грузия (1)
- Германия (18)
- Великобритания (18)
- Греция (4)
- Венгрия (2)
- Ирландия (3)
- Италия (13)
- Литва (9)
- Нидерланды (19)
- Польша (18)
- Россия (23)
- Словакия (1)
- Испания (13)
- Швейцария (7)
- Украина (20)

## Призёры

### Мужчины
| Дисциплина                        | Золото                                                               | Золото    | Серебро                                                                 | Серебро   | Бронза                                                                 | Бронза    |
| --------------------------------- | -------------------------------------------------------------------- | --------- | ----------------------------------------------------------------------- | --------- | ---------------------------------------------------------------------- | --------- |
| Спринт                            | Денис Дмитриев · Россия                                              |           | Роберт Фёрстерманн · Германия                                           |           | Джейсон Кенни · Великобритания                                         |           |
| Командный спринт                  | Германия · Рене Эндерс · Роберт Фёрстерманн · Максимилиан Леви       | 43.636    | Франция · Грегори Боже · Микаэль Д'Альмейда · Франсуа Перве             | 43.902    | Россия · Денис Дмитриев · Андрей Кубеев · Павел Якушевский             | 44.537    |
| Кейрин                            | Максимилиан Леви · Германия                                          |           | Джейсон Кенни · Великобритания                                          |           | Франсуа Перве · Франция                                                |           |
| Омниум                            | Виктор Манаков · Россия                                              | 14 очков  | Тим Вельдт · Нидерланды                                                 | 29 очков  | Мартин Ирвайн · Ирландия                                               | 40 очков  |
| Командная гонка преследования     | Великобритания · Овейн Дулл · Стирек Бурк · Эд Клэнси · Энди Теннант | 04:02.258 | Россия · Артур Ершов · Иван Ковалёв · Евгений Ковалёв · Александр Серов | 04:02.460 | Нидерланды · Тим Вельдт · Дион Бёкебом · Рой Эфтинг · Йеннинг Хёйзенга | 04:04.993 |
| Гонка по очкам не олимпийский вид | Элиа Вивиани · Италия                                                | 76 очков  | Тома Буда · Франция                                                     | 64 очков  | Элой Теруэль · Испания                                                 | 51 очков  |
| Мэдисон не олимпийский вид        | Италия · Элиа Вивиани · Лиам Бертаццо                                |           | Испания · Давид Мунтанер · Альберт Торрес                               |           | Бельгия · Кенни де Кетеле · Гейс ван Хукке                             |           |

### Женщины
| Дисциплина                        | Золото                                                                                            | Золото       | Серебро                                                                          | Серебро   | Бронза                                                                          | Бронза    |
| --------------------------------- | ------------------------------------------------------------------------------------------------- | ------------ | -------------------------------------------------------------------------------- | --------- | ------------------------------------------------------------------------------- | --------- |
| Спринт                            | Кристина Фогель · Германия                                                                        |              | Элис Лигтле · Нидерланды                                                         |           | Джессика Варниш · Великобритания                                                |           |
| Командный спринт                  | Россия · Елена Брежнива · Ольга Стрельцова                                                        | 33.563       | Германия · Кристина Фогель · Мириам Вельте                                       | 33.598    | Великобритания · Джессика Варниш · Бекки Джеймс                                 | 33.771    |
| Кейрин                            | Элис Лигтле · Нидерланды                                                                          |              | Кристина Фогель · Германия                                                       |           | Виржини Сюэфф · Франция                                                         |           |
| Омниум                            | Лора Тротт · Великобритания                                                                       | 15 очков     | Кристен Вилд · Нидерланды                                                        | 15 очков  | Жольен Д'Ор · Бельгия                                                           | 18 очков  |
| Командная гонка преследования     | Великобритания · Лора Тротт · Джоанна Роуселл (q) · Даниель Кинг · Элинор Бейкер · Кэти Арчибальд | 04:26.453 WR | Польша · Катажина Павловска · Евгения Буяк · Малгожата Войтыра · Эдыта Ясиньская | 04:35.957 | Россия · Александра Чекина · Евгения Романюта · Гюльназ Бадыкова · Мария Мишина | 04:34.491 |
| Гонка по очкам не олимпийский вид | Кирстен Вилд · Нидерланды                                                                         | 15 очков     | Даниель Кинг · Великобритания                                                    | 14 очков  | Лейре Олаберрия · Испания                                                       | 13 очков  |

- WR = рекорд мира
- q = только в квалификационных заездах.

## Медальный зачёт
| Место | Страна         | Золото | Серебро | Бронза | Всего |
| ----- | -------------- | ------ | ------- | ------ | ----- |
| 1     | Германия       | 3      | 3       | 0      | 6     |
| 2     | Великобритания | 3      | 2       | 3      | 8     |
| 3     | Россия         | 3      | 1       | 2      | 6     |
| 4     | Нидерланды     | 2      | 3       | 1      | 6     |
| 5     | Италия         | 2      | 0       | 0      | 2     |
| 6     | Франция        | 0      | 2       | 2      | 4     |
| 7     | Испания        | 0      | 1       | 2      | 3     |
| 8     | Польша         | 0      | 1       | 0      | 1     |
| 9     | Бельгия        | 0      | 0       | 2      | 2     |
| 10    | Ирландия       | 0      | 0       | 1      | 1     |
| Всего | Всего          | 13     | 13      | 13     | 39    |